# Мортира
Мортирата (на латински: mortarium) е вид оръдие изстрелващо снаряди с калибър до 280 mm по силно наклонена траектория (50-75°). Далекобойност до 10,7 km при маса на снаряда 246 kg. Подходяща е за борба с окопал се противник или за пробив на укрепени позиции. Използва се до края на Втората световна война, след което изпълнява функция на гаубица или минохвъргачка.